# Christoph Dehne
Christoph Dehne, auch Gustav Dehne (* 1575; † 1640), war ein deutscher Steinmetz und Bildhauer und einer der wichtigsten Wegbereiter des Barock auf dem Gebiet des heutigen Sachsen-Anhalts und Brandenburgs.

## Leben
Über Dehne ist wenig familiäres bekannt, nur, dass er 1626 eine verheiratete Tochter hatte und in Sudenburg bei Magdeburg lebte. Das Wohnhaus auf dem Prälatenberg stand dort, wo urkundlich im Jahre 1511 ein Caspar Dehne lebte. Seine Gesellenzeit verbrachte er bei dem Magdeburger Meister Sebastian Ertle aus Überlingen, ehe er ab 1608 bis etwa 1631 in Magdeburg selbständig arbeitete. Weitere Nachrichten finden sich u. a. in den Halberstädter Akten vom 29. Mai 1618, wo ihn Matthias von Oppen und Joachim Johann von der Schulenburg (1561–1633), Senior des Domstifts Halberstadt, einen „erbar lieben und besonderen“ Meister nennen.

## Werk

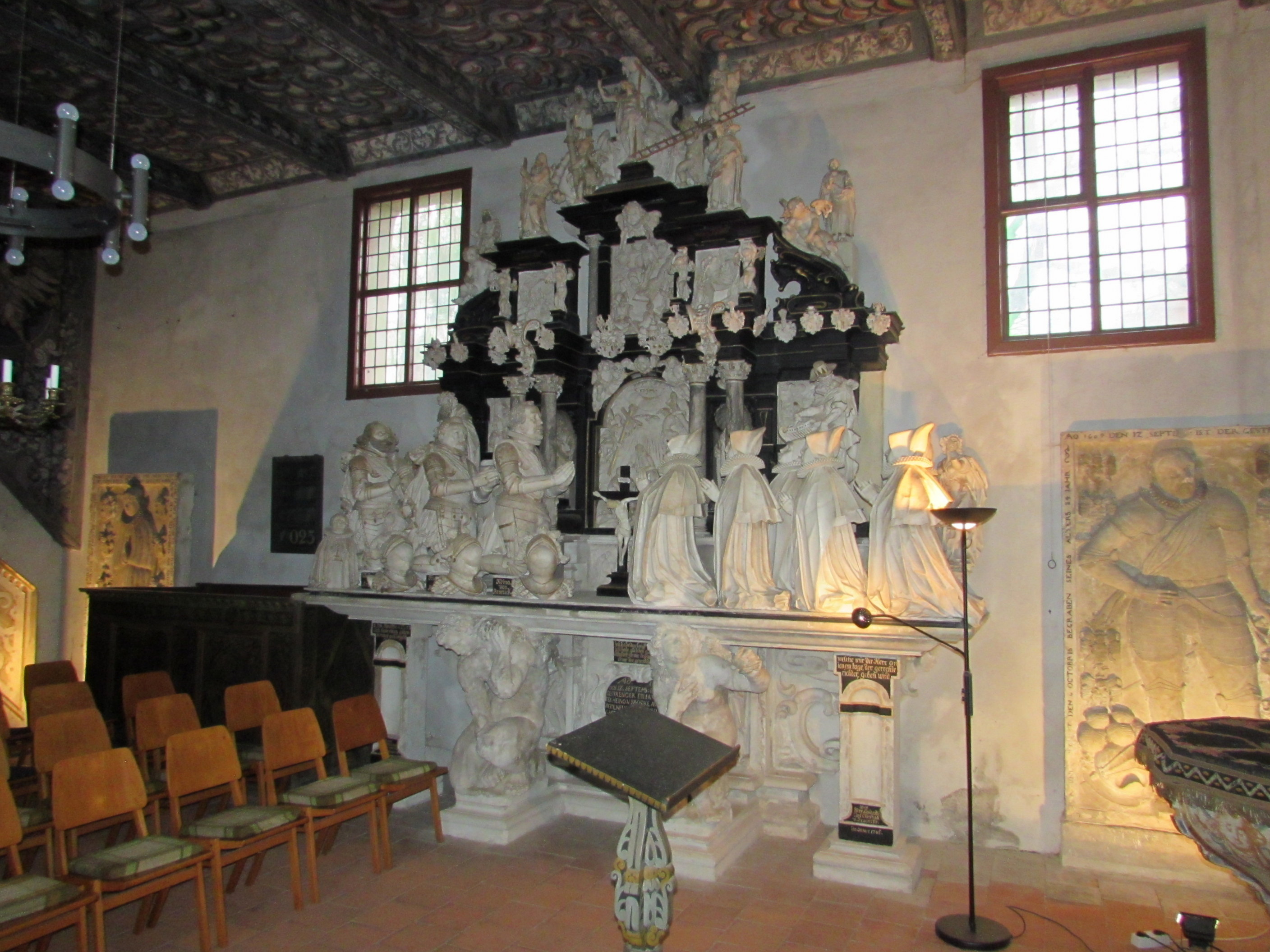
Epitaph im Chorraum der Dorfkirche Ketzür

Gesichert ist von Dehne urkundlich das Epitaph (1613–1614) in der Dorfkirche Ketzür (bei Brandenburg) für Heino von Broesigke (1529–1609), einen Rittergutbesitzer und Beamten. Das Epitaph befindet sich im Chorraum der Kirche. Am 16. Oktober 1612 wurde das Werk bei Christoph Dehne für 1100 Taler das Werk in Auftrag gegeben. Das Epitaph wurde aus Sandstein aus Pirna, Alabaster aus Nordhausen und aus Marmor gefertigt und in Teilen vergoldet. Er zeigt zehn kniende und betende Figuren auf einer durch Adam und Eva getragenen Platte vor einem Hauptrelief. Vier männliche befinden sich auf der linken, sechs weibliche auf der rechten Seite des Werkes. Die männlichen Figuren stellen Heino und seine Söhne Friedrich und Dietrich in Kürass mit Helm ab zum Gebet und den kindlichen Thomas dar. Die weiblichen Figuren sind Heinos Ehefrau Ursula Elisabeth, geborene von Hacke auf Karpzow und die Töchter Hyppolita, Maria, Anna, Elisabeth und Katharina. Das Hauptrelief zeigt verschiedene biblische Szenen. So sind die Vision des Ezechiel, die Geißelung Christi und Gethsemane dargestellt, welche von Figuren des Moses und Davids flankiert werden. Weiter finden sich Aposteldarstellungen, Tugendstatuetten und die vier Evangelisten.
Dehne gestaltete plastische Figuren und Ornamente, die er im Knorpel- und Ohrmuschelstil kombinierte und war in der provinzial-sächsische Kunst der erste Meister, der reine Barockideen in den Kunstkreis einführte. Dehne kennzeichnete seine Werke nicht, jedoch unterzeichnete er Verträge mit „Xof“.

„Seine Höhe beträgt 18, die Breite 13, die Tiefe 4 Fuß. Zu beiden Seiten eines Cruzifixes knien lebensgroß links Heino, mit seinen Söhnen Friedrich und Dietrich, in ritterlicher Rüstung, die Helme neben sich, und ein Enkel Thomas, rechts seine Gemahlin Elisabeth, geb. von Hacke, mit fünf Töchtern, Hippolyta, welche mit Hans XIII. von Rochow vermählt war, und dadurch eine Stammmutter der Plessowschen Linie geworden ist, Anna, Maria, Catharina und Elisabeth. Den Hintergrund füllen in halberhabner Arbeit biblische Darstellungen, dazwischen an einem Gesims die Wappen des Stammbaums. Das Ganze krönt die freistehende Gestalt des Erlösers, umgeben von seinen Aposteln und Engeln. Alle Figuren sind von weißem, dazwischen Säulen von schwarzem Marmor. Das Fußgestell ist aus Sandstein gearbeitet, und wird von Adam und Eva gestützt. Daran befindet sich eine Inschrift mit der Nachricht, daß Heino von Broesigke am 12. September 1609, seines Alters 84 Jahr, gestorben sei. Dies Denkmal, zu welchem er in seinem Testament 1000 Thlr. ausgesetzt hatte, welches aber 1100 Thlr. gekostet hat, ist ihm im Jahre 1614 von seinem Sohne Dietrich gesetzt worden.“

Durch seinen unverkennbaren Stil werden ihm weitere Werke im Magdeburger Dom und die Kanzel der Stephanskirche in Tangermünde (1618/19) zugeschrieben. Demnach schuf er die Epitaphe des Domherrn Christian von Hopkorf († 1599) im Magdeburger Dom und des Juristen Kilian Stisser in Halle. Der Taufstein in der Dorfkirche Tucheim sowie ein Epitaph und ein Relief aus Alabaster in der Dorfkirche Nennhausen sollen ebenfalls von Dehne stammen.
Bereits 1607 war Dehne auf dem Jagdschloss Baum nahe Bückeburg tätig. Gemeinsam mit den Bildhauern Jonas Wulff und Hans Wulff gestaltete er einen großen Kamin, dessen Konsolen heute vermutlich in den Nischen des Treppenhauses zu finden sind. Auf dem Schornstein des „Langen Saales“ entstanden zwei Reliefbilder, welche heute nicht mehr erhalten sind, außerdem fertigte er Skizzen von Arbeiten des Bildhauers Giovanni Maria Nosseni an, um ähnliche Arbeiten fertigen zu können. Zu einem geschnitzten Bilderrahmen von Jonas Wulff arbeitete er einen Engel, beides sollte ein Gemäldes des Malers Christoph Gertner zieren.
Arbeiten

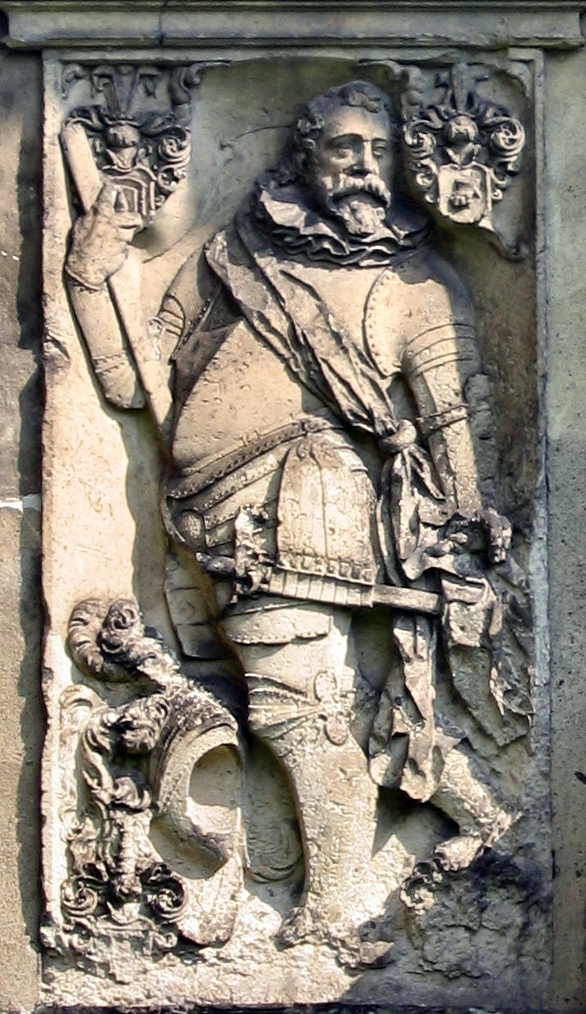
Reliefplatte: Heinrich von Randow (1561–1621)

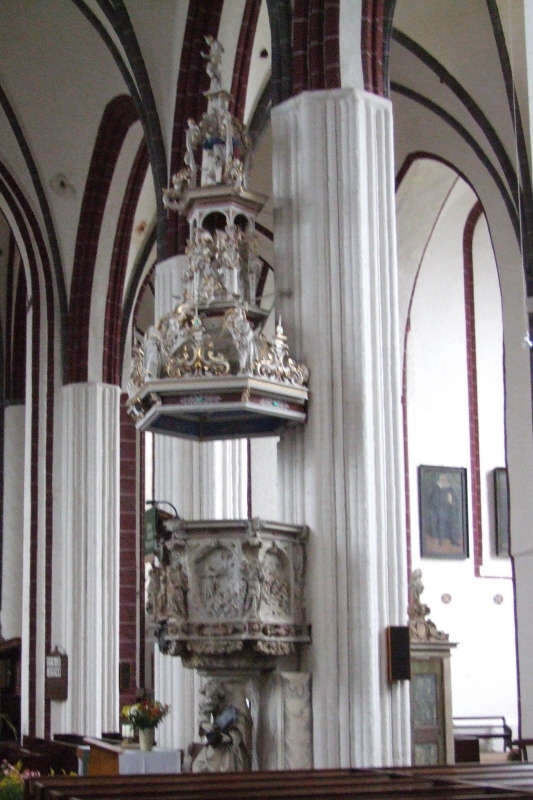
Kanzel in der Stephanskirche in Tangermünde von Christoph Dehne

Seiner Werkstatt werden zugeschrieben:
- 1608 Grabstein für Friedrich von Arnstedt
- 1609 Grabtafel für Salome von Randau
- 1611 Entwurf der Grabtafel für Margarethe Nivendorph
- 1612 Grabtafel für Anna Franzius, trägt die "Handschrift" seiner Werkstatt
- 1612 Grabtafel für Judith Franzius, trägt die "Handschrift" seiner Werkstatt
- 1613–1614 Epitaph für Heino von Broesigke (Dorfkirche Ketzür)
- 1614–1616 Epitaph für Georg von Lochow in Nennhausen
- 1616 Bronzetafel für Ludwig von Lochow
- 1616 Epitaph für Ernst von Meltzing und Frau
- 1616 Grabtafel für Dorothea von Randau
- 1618 Grabtafel für Thomas Nivendorph
- 1619 Grabstein für Magdalena von Arnstedt
- 1620 Grabtafel für die Geschwister Büern
- 1621 Grabtafel für Heinrich von Randau
- 1622 Grabstein von Lochow
- 1623 Grabstein für Agnes Sophia von Lochow
- 1623 Bronzetafel für Cuno von Lochow
- 1623 Epitaph für Cuno von Lochow
- nicht vor 1625 Epitaph für Christian von Hopkorff
- 1627 Grabtafel für Albert von Beringerodt
- 1629 Grabstein für Agnes von Beringerodt
- nach 1629 Grabtafel für einen Kanonikus
- 1632 Epitaph für Adam von Königsmarck, Dom St. Peter und Paul (Brandenburg an der Havel)